# 다나카 슌
다나카 슌(일본어: 田中 舜, 1988년 3월 15일 ~ )는 일본의 전 축구 선수이다.

## 구단 경력
그는 2014년부터 2018년까지 J리그의 그루자 모리오카, 아술 클라로 누마즈에서 활동하였다.